# 1988 BG4
1988 BG4 är en asteroid i huvudbältet som upptäcktes den 20 januari 1988 av den belgiske astronomen Henri Debehogne vid La Silla-observatoriet.
Den har den diameter på ungefär 6 kilometer.